# 1-й Заамурский пограничный конный полк
1-й Заамурский пограничный конный полк — с 1910 года кавалерийская часть в составе войск Заамурского округа Отдельного корпуса Пограничной стражи Российской империи.

## История
Приказом начальника Заамурского округа ОКПС генерал-лейтенанта Чичагова № 9 от 10 марта 1910 года на основании приказа Шефа Пограничной стражи № 5а от 27 января 1910 года войска округа были сведены в пехотные и конные полки. При этом 1-й Заамурский пограничный конный полк были сформирован из личного состава 3-й, 8-й, 13-й, 42-й, 43-й и 48-й сотен. Приказом начальника Заамурского округа генерал-лейтенанта Чичагова № 126 от 29 марта 1910 года во вновь сформированных полках была введена последовательная нумерация сотен (с 1 по 6).
Входил во 2-й отряд и дислоцировался в Харбине.
В начале 1915 года, согласно Высочайшему указу, пешие и конные полки Особого Заамурского округа ОКПС были переброшены на Юго-Западный фронт, где 1-й и 2-й Заамурские пограничные конные полки в апреле были включены в состав 2-й бригады Сводной кавалерийской дивизии 11-й армии.
Уже 28 апреля 1915 года оба полка отличились в наступлении 33-го армейского корпуса на Городенки. С ходу атаковав позиции австрийцев к северу от Городенки, полки отбросили подразделения и части 7-й австро-венгерской армии за р. Прут, преследуя их в течение двух суток. Полки понесли тяжёлые потери и были сведены из пятисотенного в трёхсотенный состав.
19 июля 1916 года германские и австро-венгерские войска прорвали фронт Русской армии у Злочува. За отсутствием у 11-й армии резервов закрыть брешь было поручено 1-му Заамурскому пограничному конному полку (при поддержке Архангелогородских драгун и части 2-го Заамурского конного полка). Полк в конном строю контратаковал наступающего противника. Три эскадрона ударили в лоб, и три — с левого фланга. Полк погиб почти полностью, но противник был остановлен.
13 июня 1917 года полк провёл успешную конную атаку у местечка Швейковцы.
В начале декабря 1917 года четыре офицера полка вошли в состав сформированного в Ростове 1-го Кавалерийского дивизиона Добровольческой армии.

## Отличия
Во всех сотнях знаки отличия обр. 1878 года из латуни «За отличіе въ войну съ Японіей въ 1904 и 1905 годахъ», пожалованные 9 июня 1907 года 13-й, 42-й, 43-й, 48-й, 3-й и 8-й конным сотням Заамурского пограничного округа.

## Командиры
- 21.03.1914-xx.xx.1915 — полковник Колзаков, Пётр Николаевич
- полковник Генштаба Моравицкий, Константин Александрович
- полковник Мосцицкий, Болеслав-Эузебий Людвигович